# Hermann König (Politiker)
Hermann König (* 2. Juni 1814 in Osterode am Harz; † 16. März 1902 in Hannover) war Jurist und Mitglied des Reichstags des Norddeutschen Bundes.

## Leben
König besuchte das Gymnasium zu Hildesheim und studierte Jura in Göttingen und Heidelberg. Er war als Anwalt in Osterode tätig und lehnte 1859 das ihm angebotene Amt eines hannoverschen Kammer-Anwalts ab. Seit der Okkupation Hannovers wurde er vom Preußischen Gouvernement in wichtigen Rechtssachen als Konsulent zugezogen. 1864 bis 1866 war er Abgeordneter in der II. Braunschweigischen Kammer.
1867 war er Mitglied des Reichstags des Norddeutschen Bundes für den Wahlkreis Hannover 13 (Goslar, Zellerfeld, Ilfeld) und die Nationalliberale Partei.
Nach seiner Wahl 1868 zum Schatzrat des Hannoverschen Provinzialverbandes musste er bereits ein Jahr später auf Grund eines Unfalls sein Amt niederlegen. Im darauf folgenden Jahr zog er nach Hannover, wo er Syndikus einer Eisenbahngesellschaft wurde.